# The Temperamentals
The Temperamentals è un'opera teatrale del drammaturgo statunitense, debuttata a New York nel 2009.

## Trama
Il dramma racconta la storia della fondazione della Mattachine Society, una delle prime organizzazioni LGBT negli Stati Uniti, fondata negli anni 50 da Rudi Gernreich e Harry Hay. Il titolo nasce dal termine "temperamental", che all'inizio del XX secolo veniva usato negli Stati Uniti d'America come slang contro gli omosessuali. 

## Storia delle rappresentazioni
La pièce debuttò al Barrow Group Studio Theater dell'Off Broadway nell'aprile 2009, per poi andare in scena dal febbraio al maggio 2010 al New World Stages. Il dramma fu candidato al Lucille Lortel Award alla migliore opera teatrale e l'intero cast vinse il Drama Desk Award per le loro interpretazioni. Particolarmente apprezzata fu l'interpretazione di Michael Urie, che vinse il Theatre World Award.